# 能満寺 (伊勢原市)

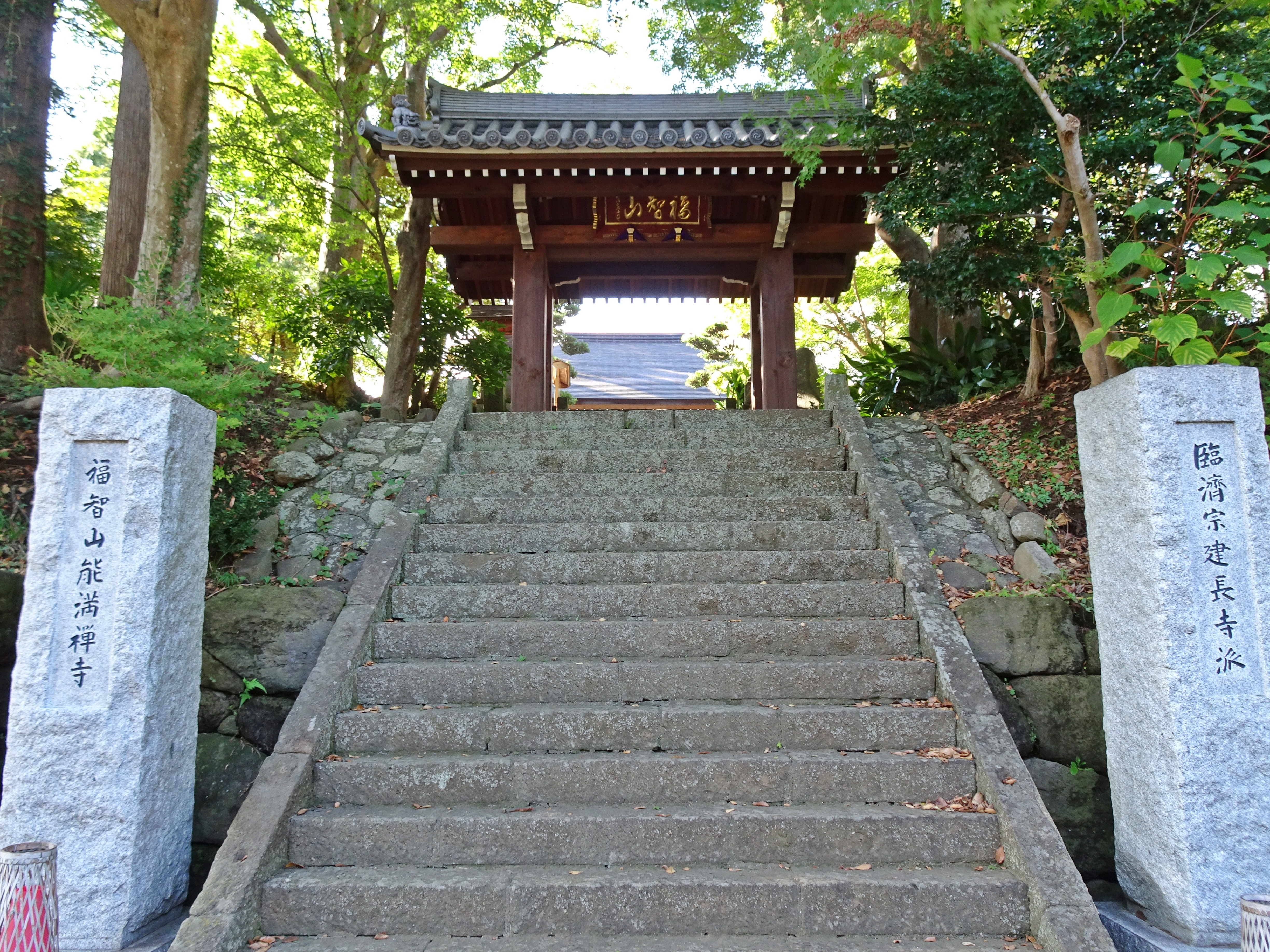
山門

能満寺（のうまんじ）は、神奈川県伊勢原市三ノ宮にある臨済宗建長寺派の寺院である。

## 歴史
貞和元年（1345年）に無印素文禅師を迎え開山した。関東十刹第1位の禅興寺の筆頭末寺であった。

## 無印素文禅師
無印素文禅師は臨済宗大覚派の僧侶である。
大覚派（蘭渓道隆こと大覚禅師の法系のこと）の僧侶として了堂素安より印可を受ける。大覚禅師ー同源同本ー了堂素安ー無印素文。
その後神奈川県伊勢原市三ノ宮の能満寺開山となる。

## 交通
- 最寄駅：小田急小田原線伊勢原駅下車

北口バスターミナルから石倉橋経由車庫行き又は栗原行きなどで三ノ宮バス停下車徒歩3分